# Dictyonotus flavinervis
Dictyonotus flavinervis är en stekelart som först beskrevs av Cameron 1903.  Dictyonotus flavinervis ingår i släktet Dictyonotus och familjen brokparasitsteklar. Inga underarter finns listade i Catalogue of Life.